# Coupe Mitropa 1932
Navigation
Édition précédente Édition suivante
La Coupe Mitropa 1932 est la sixième édition de la Coupe Mitropa. Elle est disputée par huit clubs provenant de quatre pays européens.
La compétition est remportée par l'AGC Bologne.

## Compétition
Les matchs sont en format aller-retour. 

### Quarts-de-finale
| Équipe 1                | Résultat | Équipe 2         | Aller | Retour |
| ----------------------- | -------- | ---------------- | ----- | ------ |
| AGC Bologne             | 5-3      | AC Sparta Prague | 5-0   | 0-3    |
| SK Slavia Prague        | 3-1      | Admira Vienne    | 3-0   | 0-1    |
| Foot-Ball Club Juventus | 7-3      | Ferencváros      | 4-0   | 3-3    |
| First Vienna FC         | 6-4      | Újpest FC        | 5-3   | 1-1    |

### Demi-finales et finale
Le match retour entre le SK Slavia Prague et le Foot-Ball Club Juventus, le 10 juin 1932, est arrêté alors que la Juventus mène par deux buts à zéro. Le Slavia après avoir encaissé deux buts rapidement, multiplie obstructions et pertes de temps, ce qui provoque la colère des supporters de la Juventus qui vont jusqu'à jeter des pierres sur le terrain, blessant sérieusement Planika l'un des joueurs du club tchécoslovaque. Le Slavia décide de quitter le terrain et est cloîtré plusieurs heures dans les vestiaires tandis que 1 500 soldats et policiers forment un cordon de sécurité. Le comité de la Coupe Mitropa, affirmant que les deux clubs sont responsables de ces incidents, les disqualifie tous les deux.
L'AGC Bologne, vainqueur de l'autre demi-finale, est donc déclaré vainqueur de la Coupe Mitropa 1932.
| Équipe 1         | Résultat | Équipe 2                | Aller | Retour |
| ---------------- | -------- | ----------------------- | ----- | ------ |
| AGC Bologne      | 2-1      | First Vienna FC         | 2-0   | 0-1    |
| SK Slavia Prague | -        | Foot-Ball Club Juventus | 4-0   | -      |